# Astacilla longicornis
Astacilla longicornis is een pissebed uit de familie Arcturidae. De wetenschappelijke naam van de soort is voor het eerst geldig gepubliceerd in 1806 door Sowerby.